# 철갑기병

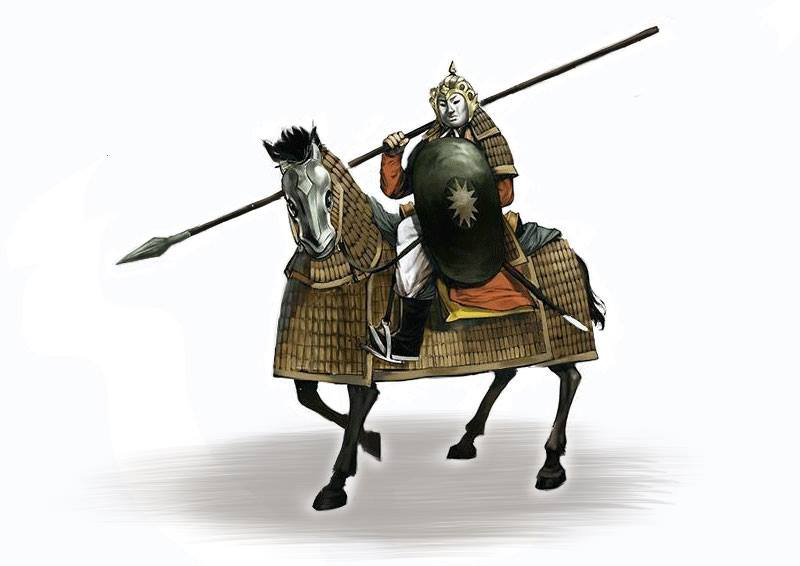
쩐 왕조 베트남의 철갑기병. 기수와 말 모두 찰갑을 착용하고 등자를 사용하고 있다.

철갑기병(鐵甲騎兵, 그리스어: κατάφρακτος/κατάφρακτοι 카타프락토스/카타프락토이[*]) 혹은 줄여서 철기병(鐵騎兵)은 중근동에서 태동한 고대의 중기병의 일종이다. 기수는 무거운 찰갑 또는 어린갑으로 머리부터 발끝까지를 감싸고, 말 역시 마갑을 씌어 이에 준하는 중무장을 한 기병이다.
철갑기병의 주된 전투방식은 랜스와 같은 긴 창을 들고 적진을 향해 돌격하여 충격 효과를 일으켜 적의 전열을 분쇄하는 것이었다. 그러나 초기 철갑기병 시대에는 아직 등자가 없었기 때문에 훗날의 기사만큼 효과적인 충격력은 발휘할 수 없었다. 때문에 초기에는 투창이나 활, 도끼나 도검 등으로 무장한 백병전 위주의 병과였다. 이후 사르마티아인이나 마케도니아의 헤타이로이의 돌격 전술이 큰 효과를 보기 시작한 것을 기점으로 카타프락토이의 사용 목적 또한 비슷하게 바뀌어갔다. 철갑기병은 고대 국가들에게 있어 가장 뛰어난 충격부대로서 각광받았고, 중동 국가들과 교류하였던 고대 로마나 동아시아에서도 이를 받아들여 양성하였다. 유럽에서는 비잔티움 제국이 10세기 무렵까지 카타프락토이를 존속시켜 운용하였다.

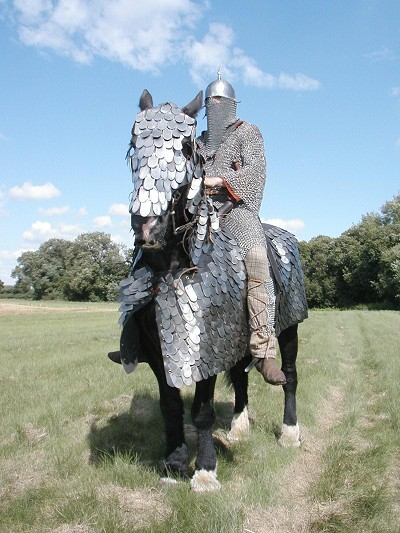
사산 왕조의 카타프락토스를 재현한 모습. 기수는 쇄자갑을, 말의 마갑은 어린갑을 사용했다. 등자가 없음에 주목.

철갑기병은 당대 최고의 엘리트 기병 또는 충격부대로 활약했으며, 고대의 여러 제국과 대부분의 나라들이 철갑기병을 운용했다. 철갑기병의 주된 운용 방식은 보병 진형으로 뛰어들어 적의 전열을 붕괴시키는 것이었다. 이러한 철갑기병의 활약은 고전 고대에서 중세 성기에 이르기까지 많은 사람들이 기록으로 남긴 바, 중근동의 카타프락토이가 비잔티움 제국을 거쳐 유럽에 영향을 미쳐 훗날 기사가 만들어지는 데 영향을 끼친 것으로 생각되고 있다.
서양에서 철갑기병을 주 전력으로 활용한 세력으로는 스키티아, 파르티아, 아케메네스 제국, 사카, 아르메니아, 셀레우코스, 페르가몬, 사산 제국, 고트족, 비잔티움 제국 등이 있다. 로마 제국은 동쪽의 파르티아 및 사산 같은 소아시아의 페르시아계 제국들과 항쟁하면서 카레 전투 등에서 페르시아의 철갑기병에 처참한 패배를 당한 바 있었고, 그들의 영향을 받아 로마 기병대 역시 상당한 중무장을 갖추게 되었다. 원래 로마의 기병대는 중기병도 아니었고, 크게 효율적이지도 못했다. 로마의 에퀴테스 군단은 경기병으로 구성되어 있었으며, 이들의 임무는 창칼을 들고 패주하는 적을 빠르게 따라잡아 죽이는 것이었다. 그러나 철갑기병 양식을 받아들인 3 ~ 4세기의 후기 로마에서는 철기병의 양산 및 훈련에 큰 노력을 기울였다.

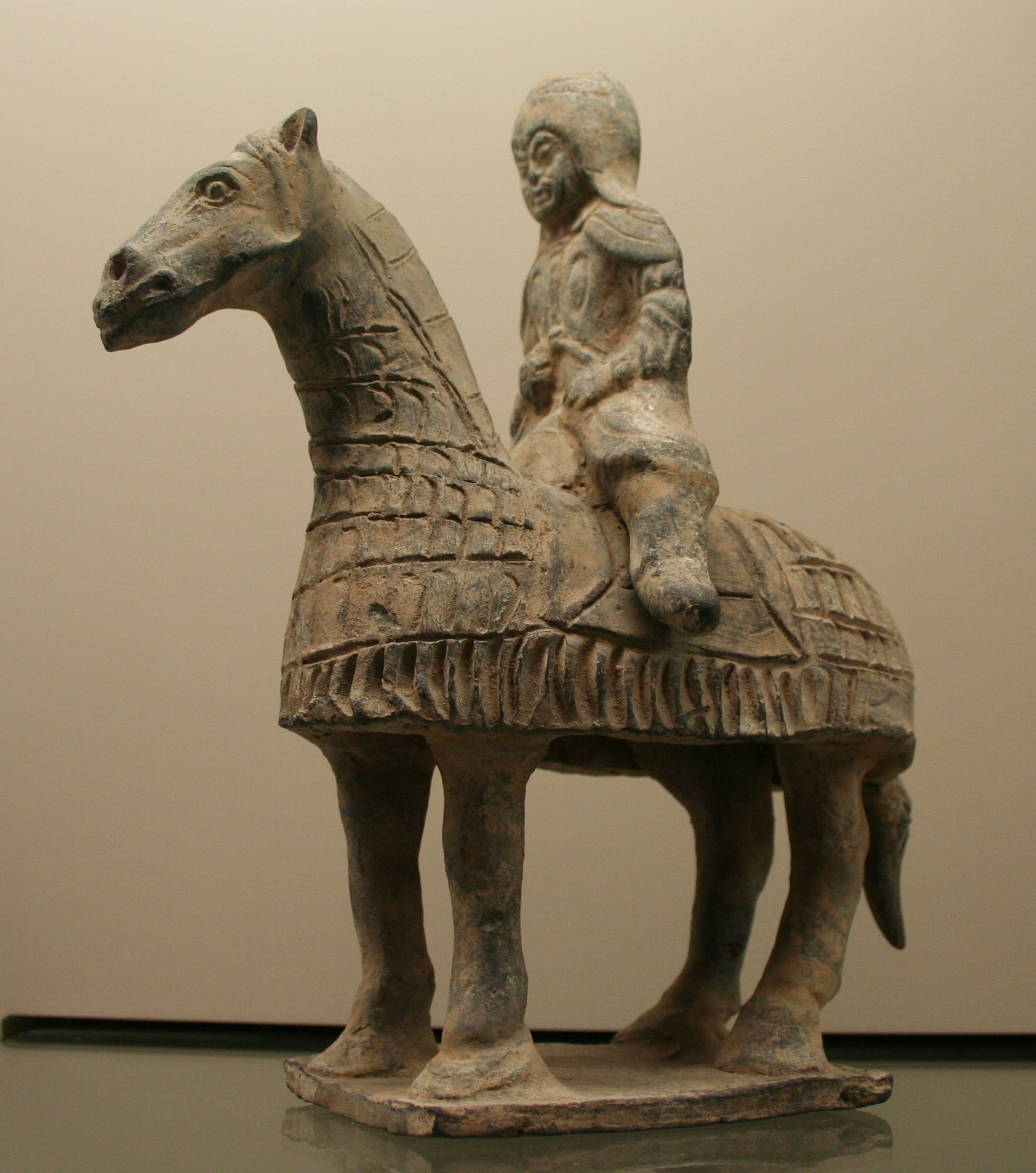
북위의 철갑기병 테라코타.

동아시아에서도 널리 사용된 철갑기병은 5호 16국 시대 이후로 등자가 도입되자 더욱 무시무시한 위력을 발휘했다. 고대 한반도의 개마무사 또한 철갑기병의 일종이라고 할 수 있다. 개마무사는 긴 기병창(삭)을 주무기로 사용했으며 보조무장으로 환두대도를 사용했다. 각궁을 사용했다는 이야기도 있으나 이는 적의 진형을 충격력으로 분쇄시키는 중기병의 목적을 볼 때 실재 여부가 다소 의심스럽다.

## 같이 보기
- 궁기병
- 중장기병